# Taubenbachklamm
Die Taubenbachklamm ist eine Klamm in der niederösterreichischen Gemeinde Frankenfels.
Die vom Taubenbach geschaffene Klamm ist durch einen Wanderweg und zahlreiche hölzerne Brücken erschlossen. Am oberen Ausgang der Klamm hat man einen wunderbaren Blick auf Frankenfels und wenige Minuten weiter befindet sich das Bergbauernmuseum Hausstein.
Von März 2019 bis Anfang Juli 2021 war die Taubenbachklamm wegen Holzschlägerungsarbeiten nach Windwürfen gesperrt.
Koordinaten: 47° 58′ 24″ N, 15° 18′ 21″ O